# Nesvady
Nesvady (węg. Naszvad) – miasto na Słowacji położona w kraju nitrzańskim, w powiecie Komárno. Pierwsze wzmianki o miejscowości pochodzą z roku 1269. 
Według danych z dnia 31 grudnia 2016, wieś zamieszkiwało 5096 osób, w tym 2599 kobiet i 2497 mężczyzn.
W 2001 roku rozkład populacji względem narodowości i przynależności etnicznej wyglądał następująco:
- Słowacy – 35,5%
- Czesi – 0,4%
- Romowie – 4,65%
- Węgrzy – 58,97%

Ze względu na wyznawaną religię struktura mieszkańców kształtowała się w 2001 roku następująco:
- Katolicy rzymscy – 76,79%
- Grekokatolicy – 0,12%
- Ewangelicy – 8,42%
- Prawosławni – 0,02%
- Husyci – 0,02%
- Ateiści – 6,06%
- Przedstawiciele innych wyznań – 0,06%
- Nie podano – 1,24%

We wsi znajduje się boisko piłkarskie i biblioteka publiczna.